# Digon
În geometrie un digon este un poligon cu două laturi și două vârfuri. Într-un plan euclidian forma sa este degenerată deoarece fie cele două laturi ar coincide, fie una sau ambele ar trebui să fie curbate. Totuși, poate fi realizat cu ușurință într-un spațiu eliptic.
Un digon regulat are ambele unghiuri egale și laturi egale și este reprezentat de simbolul Schläfli {2}. Poate fi construit pe o sferă ca o pereche de arce de 180° care leagă punctele antipodale formând un fus sferic.
Un digon trunchiat, t{2}, este un pătrat, {4}. Un digon alternat, h{2}, este un monogon, {1}.
Digonul este cel mai simplu politop abstract⁠(d) de ordinul 2.

## În geometria euclidiană
În spațiul euclidian un digon poate avea două reprezentări vizuale. Una este cea degenerată, care apare vizual ca o acoperire dublă a unui segment. Această formă apare când distanța minimă dintre cele două laturi este 0. Forma de dublă acoperire este uneori folosită pentru definirea cazurilor degenerate ale altor politopuri; de exemplu, un tetraedru regulat poate fi văzut ca o antiprismă formată din astfel de digoane. Poate fi derivat din alternarea unui pătrat (h{4}), deoarece necesită două vârfuri opuse ale pătratului menționat care vor fi conectate. Atunci când politopuri din dimensiuni superioare care implică pătrate sau alte patrulatere sunt alternate, aceste digoane sunt de obicei considerate laturi unice.
Cea de a doua reprezentare vizuală, de mărime infinită, este sub forma a două drepte paralele care se întind până la (și se întâlnesc proiectiv la; adică având vârfuri la) infinit, care apare atunci când distanța cea mai mică dintre cele două laturi este mai mare decât zero. Această formă apare în reprezentarea unor politopuri infinite degenerate, un exemplu fiind hosoedrul apeirogonal, limita unui hosoedru sferic general la infinit, compus dintr-un număr infinit de digoane care se întâlnesc în două puncte antipodale de la infinit. Totuși, deoarece vârfurile acestor digoane sunt la infinit și, prin urmare, nu sunt legate de segmente de linie închise, această teselare nu este de obicei considerată a fi o teselare regulată a planului euclidian, chiar și atunci când dualul său, diedrul apeirogonal de ordinul 2, este.

Compus de două digoane „segment”, posibile alternări ale două pătrate
Hosoedru apeirogonal cu digoane de mărime infinită

Orice digon cu laturi drepte este un poligon regulat chiar dacă este degenerat, deoarece cele două laturi ale sale au aceeași lungime, iar cele două unghiuri sunt egale (ambele având 0°). Ca atare, digonul regulat este un poligon construibil cu rigla și compasul⁠(d).
Unele definiții ale unui poligon nu consideră digonul ca fiind un poligon propriu din cauza degenerării sale în cazul euclidian.

## La poliedrele elementare

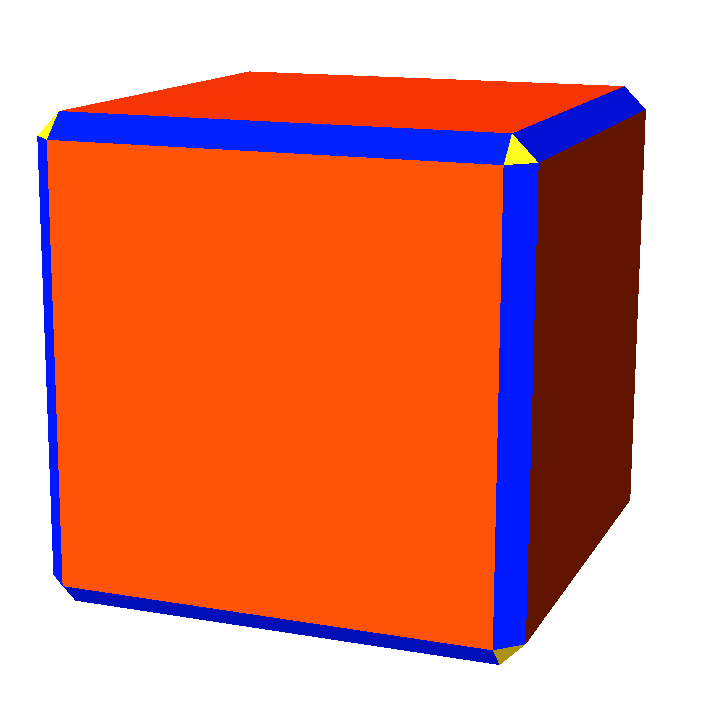
Un rombicuboctaedru neuniform cu fețe dreptunghiulare albastre care la limita spre cub degenerează în digoane

Un digon ca față a unui poliedru este degenerat, deoarece este un poligon degenerat. Dar uneori poate avea o existență topologică utilă în transformarea poliedrelor.

## Ca fus sferic
Un fus sferic este un digon ale cărui două vârfuri sunt puncte antipodale pe o sferă. Un poliedru sferic construit din astfel de digoane se numește hosoedru.

Un fus sferic
Șase fețe digonale pe un hosoedru hexagonal regulat